# Olof el Descarado
Olof (apodado el Descarado o el Brusco) fue un caudillo vikingo, rey semilegendario de Suecia, que conquistó Dinamarca entre finales del siglo IX y principios del siglo X. Olof tuvo dos hijos, Gyrd y Gnupa, que también reinaron juntos según la tradición sueca. El hijo de Gnuppa fue el caudillo Sigtrygg Gnupasson, citado en las dos piedras rúnicas de Sigtrygg (DR2 y DR4), erigida por su madre tras la muerte del hijo.
No existe registro histórico a excepción de una cita de Adán de Bremen que menciona este hecho por las citas del rey Svend II de Dinamarca sobre el dominio del enclave comercial de Hedeby, así como las dos piedras rúnicas encontradas en Dinamarca y una tercera piedra descubierta en 1796, la piedra rúnica de Eric escrita en futhark joven, muy típico de suecos y noruegos, pero es posible que los daneses también escribieran en esa versión ocasionalmente.
| Predecesor: Halga | Rey vikingo de Dinamarca | Sucesor: Gyrd y Gnupa |